# Agapetus budoensis
Agapetus budoensis är en nattsländeart som beskrevs av Kobayashi 1982. Agapetus budoensis ingår i släktet Agapetus och familjen stenhusnattsländor. Inga underarter finns listade i Catalogue of Life.